# آلان بيرتون
آلان بيرتون (بالفرنسية: Alain Berton)‏ هو عالم سموم ‏ وكيميائي ومهندس فرنسي، ولد في 27 أغسطس 1912 في Coro Coro, Bolivia ‏ في بوليفيا، وتوفي في 1979 في Ville-d'Avray ‏ في فرنسا.